# Oenopota pingelii
Oenopota pingelii é uma espécie de gastrópode do gênero Oenopota, pertencente a família Mangeliidae.